# Гемберг (Санкт-Галлен)
Гемберг (нім. Hemberg SG) — громада  в Швейцарії в кантоні Санкт-Галлен, виборчий округ Тоггенбург.

## Географія
Громада розташована на відстані близько 140 км на схід від Берна, 21 км на південний захід від Санкт-Галлена.
Гемберг має площу 20,2 км², з яких на 4,3% дозволяється будівництво (житлове та будівництво доріг), 60,3% використовуються в сільськогосподарських цілях, 32,8% зайнято лісами, 2,7% не є продуктивними (річки, льодовики або гори).

## Демографія
2019 року в громаді мешкало 902 особи (-4,2% порівняно з 2010 роком), іноземців було 6,8%. Густота населення становила 45 осіб/км².
За віковим діапазоном населення розподілялося таким чином: 26,3% — особи молодші 20 років, 55,1% — особи у віці 20—64 років, 18,6% — особи у віці 65 років та старші. Було 355 помешкань (у середньому 2,5 особи в помешканні).
Із загальної кількості 324 працюючих 138 було зайнятих в первинному секторі, 49 — в обробній промисловості, 137 — в галузі послуг.